# Yponomeuta africana
Yponomeuta africana is een vlinder uit de familie van de stippelmotten (Yponomeutidae). De wetenschappelijke naam van de soort werd in 1862 gepubliceerd door Henry Tibbats Stainton.